# Rustavi
Rustavi (gru. რუსთავი) je grad i administrativno središte provincije Kvemo Kartli u Gruziji, osnovano 19. siječnja 1948. godine. Od glavnoga grada Tbilisija udaljen je 25 km, drugo je industrijsko središte u zemlji. Rustavi je grad bogate prošlosti obilježene perzijskom, arapskom i Sovjetskom vlašću te čestim provalama Mongola i Seldžuka, snažnom industrijalizacijom u Staljinovo doba i slabljenjem nakon raspada SSSR-a. Naziv "Rustavi" je perzijska riječ i znači "ruralno područje" ili "selo", što pokazuje dugoročnu prisutnost Perzijanaca u ovoj regiji. Uz porast broja stanovnika i povoljan položaj, Rustavi je i dalje industrijsko, prometno i telekomunikacijsko središte jugoistočnog dijela Gruzije.

## Geografski smještaj
Rustavi je najveći grad u administrativno-upravnoj jedinici Kvemo Kartli na jugoistoku Gruzije. Grad se nalazi na prosječnoj nadmorskoj visini od 350 m, a zauzima površinu od 6000 hektara neplodne kavkaske stepe. Administrativna granica grada su općine Marneulia i Gardabani na jugu i zapadu, te je okružen planinama na istoku. Rijeka Kura dijeli grad na "lijevi" i "desni" (često zvani "stara" i "nova" obala), a gradom teče i manji broj gradskih potoka odnosno Kurinih pritoka. Rustavijem prolazi autocesta S4 "Tbilisi-Red Bridge" (granica s Armenijom), čijih je 28 km dio europske ceste E60, koja prati nekadašnji put svile.

## Povijest

### Prapovijest
Na području današnjeg Rustavija ljudi su se naselili još u brončano doba, što je potvrđeno otkrivanjem ljudskog kostura, koji je ležao u crvenoj glini na desnoj obali grada tijekom arheoloških iskapanja, a kosti pronađenog kostura bile su pokopane uz keramiku i nakit. Tijekom kasnog starijeg željeznog doba povećava se broj stanovnika, a okolo današnjeg Rustavija osnivaju se brojna manja naselja, koja procvat doživljavaju uzgajanjem pšenice, ječma, povrća, vinove loze, stoke i intenzivnim bavljenjem poljoprivredom. 

### Osnivanje grada
Rustavi je jedan od najstarijih gruzijskih gradova, iako je moderan grad osnovan 1940-ih. Gruzijski kroničar Leonti Mroveli prvi put grad spominje u 11. stoljeću, te ga povezuje s imenom slavnog pretka Gruzijaca. U svom djelu Opis Kraljevine Gruzije spominje da je Rustavi bio poznat i kao Bostan-Kalaki, a smješten je na rijeci Kuri (gru. Mtkvari). U to vrijeme supruga vladara Kartlosa je sagradila dvorac na istoku planine Iagluji. Povjesničar Leonti Mroveli, koji je opisao život prvih gruzijskih kraljeva, spominje grad Rustavi među onim utvrdama, koje su prosvjedovale protiv snaga Aleksandra Velikog. Na području Rustavija pronađeni su brojni arheološki ostatci oružja, oruđa i prikaza događaja iz osobnog života (vjenčanje, berba grožđa i sl.), što potvrđuje činjenicu da je na ovom području bujao život u prapovijesti i antici.

### Rana povijest
U svom djelu Životi gruzijskih kraljeva Mroveli spominje da je kralj Trdat, 28. po redu kralj provincije Kartli, dao u 4. stoljeću izgradio crkvu i kanal za navodnjavanje. Gruzijski akademik Nikoloz Berdzenishvili napisao je da se od tog vremena Rustavi smatra velikim političkim i administrativnim središtem. Tijekom vladavine Vakhtanga I. od Iberije u 5. stoljeću Rustavi počinje zauzimati važnu ulogu u političkom životu u Gruziji, a i sam Vakhtang je potaknuo osnivanje biskupije i poticao razvoj trgovine i obrtništva. Biskupija je ubrzo pala pod perzijsku vlast i biskup je pod pritiskom prekinuo sve veze s Vakhtangom, koji je zbog toga odbio financijski pomoći obnovi tog kraja. Biskupija Rustavi postojala je sve do 13. stoljeća, kad su je uništili Mongoli. Kasnije je biskupija prebačena u Martkopi, ali svaki je biskup Martkopija nosio crkveni naslov biskupa "Rustavelia" (odn. Rustavija). Godine 503., gruzijske snage udružile su se protiv perzijskog kralja, a u krvavoj borbi je kralj Vakhtang Gorgasali smrtno ranjen. Ostavši tako bez svojih zapovjednika gruzijske ratnike porazili su Perzijanci, čime je uništeno Kraljevstvo Kartli, a Rustavi postaje dio Perzijskog Carstva. Vladarom grada imenovan je vezir Mirzahan-šah. Osim rukopisa, iskopine dvorca Rustavi dokazuju da je Rustavi bio veliko političko i administrativno središte. Tijekom arheoloških iskopavanja pronađeni su ostatci drevnih kuća kavkaskih naroda, a većina osataka građevina datira iz 4. i 5. stoljeća. Poznato je da su u 4. stoljeću Rustavi i Ujarma bili promaknuti u Kakheti. Ujarma je glavna rezidencija kralja Vakhtanga, a njezino ime dolazi od perzijske riječi "Ostan" ili "Vostan" što označava kraljevstvo. Upravo je to razlog antičkog imena za Rustavi koje glasi Bostan-Kalaki. Uz ovo objašnjenje, mnogi smatraju da je u Rustaviju bila rezidencija gruzijskih kraljeva. 

### Srednji vijek
Tijekom provala Arapa i nasilnog širenja islama Rustavi je ostao važno gruzijsko obrambeno uporište. Kvirike Veliki, poglavar povijesne pokrajine Kakheti-Hereti, dobio je naslov "Eristavia" (glave naroda) te je jedan od trojice koji su nosili tu titulu. Nakon protjerivanja Arapa iz Gruzije, Rustavi je doživio napade turskih Seldžuka. Prvi napad Seldžuka zbio se 1068. pod vodstvom sultana Alpa Arslana. Vodila se teška bitka u kojoj su gruzijski kralj Bagrat IV. i plemstvo teško poraženi. I nakon pobjede su Seldžuci često pljačkali i napadali sela u pokrajini Kartli. Zbog hladne i nepovoljne klime te malo plodnoga tla Seldžuci su napustili Tbilisi i Rustavi, te se povukli iz Gruzije pljačkajući okolna naselja i uništavajući poljoprivredne površine. Vladavina Seldžuka u Rustaviju je obilježena visokim nametima i uništavanjem ekonomije, uz velika ulaganja u vojsku, koja je na kraju napustila grad, jer je Rustavi imao važan geopolitički položaj. Godine 1069. kralj Bagrat IV. je nadogradio tvrđave u Rustaviju, Partskhisi i Agarani, a od izgradnje obrabenog zida i pojačavanja bedema se odustalo zbog kraljeve smrti 24. studenoga 1072. Gruzijsko prijestolje naslijedio je kralj George II., koji je održavao dobre veze sa susjednim zemljama, a mnogo je pozornosti posvetio razvoju trgovinske razmjene dobara. Svojom slatkorječivošću stekao je naklonost mnogih država, a mnogo je radio i na poboljšavanju obrambenog sustava u Gruziji. Zbog smaknuća izdajnika i "državnog neprijatelja" Ivane (Ohanes) Orbeliani Samshvilde izgubio je povjerenje cijele kraljevske obitelji i dobrog dijela gruzijskog plemstva. Godine 1089. bio je prisiljen abdicirati, a kraljem je postao njegov šesnaestogodišnji sin David IV. često zvani i "David graditelj". Za njegove vladavine Gruzijsko kraljevstvo je jako napredovalo, te je bilo glavna pomorska i trgovačka sila na Crnom moru. Godine 1097. kralj David prestao je plaćati danak Seldžucima, te se s dijelom plemstva udružio i porazio 1105. vođu Seldžuka Amira od Ganje i svu neprijateljsku vojsku. Godine 1110. osvojio je i Gruziji vratio Samshvilde, a pet godina poslije je potpuno preuzeo kontrolu nad Rustavijem i otjerao neprijatelje, čime se oslobodio velikih poreza i vojnih prijetnji. U poznatoj bitci kod Didgoria 12. kolovoza 1121. 55600 gruzijskih vojnika porazilo je muslimane, čija je vojska imala četvrt milijuna ratnika. 1222. David IV. je u trima velikim bitkama oslobodio sva okupirana poručja, a Rustavi je kao vojno središte odigralo važnu ulogu u oslobađanju Gruzije. U međuvremenu su 1220. Mongoli napali Gruziju, a do 1265. osvojio je područja do Kavkaza. Iako se Gruzija oslobodila Seldžuka, sada se borila protiv Irana (Ilhanidsko Carstvo) i Mongolije. U naletima Mongola Rustavi je potpuno uništen, a stanovništvo protjerano, te je grad zarastao u stepu.

### Suvremena povijest
Tijekom razdoblja industrijske revolucije Rustavi se ponovno obnavlja kao industrijsko središte Gruzijskog dijela Ruskog Carstva. Dolazi do snažnog priljeva stanovništva u Rustavi, a broj poljoprivrednog stanovništva se smanjujue, čime dolazi do deagrarizacije, deruralizacije i depopulacije. Mnoga okolna sela izgubila su velik dio mladog stanovništva, koji su svoju budućnost otišli živjeti u gradu. Dolaskom Staljina na vlast i uspostavljanjem SSSR-a ubrazava se proces Industrijalizacije otvaranjem čeličana, željezara, kemijskih postrojenja i izgradnjom željezničke pruge Tbilisi-Baku, čiji je dio prolazio i Rustavijem. Između dva svjetska rata Rustavi je bio snažan industrijski grad s 90 malih i srednjih poduzeća. Jezgra gradske industrijske aktivnosti bilo je 
metalurško postrojenje. Postrojenje je radilo 9 godina (1941. – 1950.) a obrađivalo je željeznu rudu koja se željezničkom linijom Baku-Tbilisi dopremala iz Azerbajdžana. Većinu radnika Staljin je zaposlio iz siromašnijih i rubnijih dijelova zapadne Gruzije. Time je na zapadnim dijelovima raselio Gruzijce na istok, a na njihovo mjesto je naseljavao Ruse kako bi u svakoj republici SSSR-a održao vlast. Industrijalzacijom je Rustavi postao industrijsko središte Zakavkaske regije (Zakavkazja). Kasnije se industrijska aktivnost proširila i na proizvodnju cementa, kemikalija i sinetičkih vlakana. U svibnju 1944. geolozi su otkrili velike količine metalurških ruda, zbog čega je mnogo ljudi, iz različitih dijelova Gruzije, došlo raditi u Rustavi. Prve radničke novine u Rustaviju zvale su se Metallurgiisatvis (hrv. Za metalurgiju), a prvi je broj izašao 30. kolovoza 1944. Snažni priljev stanovništva označio je i razvoj građevinskog sektora u Rustaviju. Grad se počeo planski širiti, a prva ulica ("Ulica Mlade komunističke lige") otvorena je i "krštena" 1948. Dana 19. siječnja 1948. godine dekretom Vrhovnog sovjeta od gruzijske sovjetske Socijalističke Republike Rustavi je proglašen grad republikanskog značaja, čime je suvremeni Rustavi rođen. 27. travnja 1950. cijeli je grad slavio prvo ispješno lijevanje čelika, koje je označilo industrijski procvat grada. Zanimljivo je da su većinu prvih ulica i industrijskih pogona u Rustaviju gradili njemački ratni zarobljenici iz Drugog svjetskog rata. Moderni Rustavi podijeljen je u dva dijela, čija je granica rijeka Kura; Dzveli Rustavi ili Stari Rustavi i Akhali Rustavi ili Novi Rustavi. U starom dijelu rustavija prevladava industrijski i staljinistički arhitektonski stil, dok novi dio odiše modernim arhitektonskim pravcima 20. i 21. stoljeća.  Raspad SSSR-a 1991. godine pokazao se pogubnim za Rustavi, jer je izazvao kolaps integriranog sovjetskog gospodarstva čiji je grad Rustavi bio ključni dio. Većina gradskih industrijskih postrojenja je zatvorena, a 65% gradskog stanovništva je postalo nezaposleno, s popratnim društvenim problemima visokog kriminala i akutnog siromaštva kojima pridonose takve situacije. Stanovništvo se smanjio sa 160.000, koliko ih je grad imao sredinom 1990-ih, na 116.000 2002. godine, zbog velikog iseljavanja stanovništva u potrazi za poslom. Ipak, 2014. dolazi do gospodarskog oporavka i smanjenja nezaposlenosti, a broj stanovnika je porastao za gotovo osam tisuća, pa Rustavi sada ima 124.908 stanovnika.

## Stanovništvo
U Rustaviju je 2002. godine obitavalo 116.384 stanovnika, a grad 2014. ima 124.908 stanovnika, što čini porast od gotovo 8000 stanovnika. Nezaposlenost je niža od prosjeka, a od zaposlenih 13.250 radnika radi u malim, a 58.000 u velikim poduzećima. Većinu stanovništva čine Gruzijci (81,78 %).

### Sastav stanovništva po narodnosti
- Gruzijci - 102.151 (81,78 %)
- Abhazi - 44 (0,1 %)
- Oseti - 1.410 (1,13 %)
- Armenci - 2.809 (2,25 %)
- Azeri - 4.993 (4 %)
- Rusi - 3.563 (2,85 %)
- Grci - 257 (0,21 %)
- Ukrajinci - 395 (0,3 %)
- Kist - 15 (>0.1 %)
- Jezidi - 15 (>0,1 %)
- Ostali i neizjašnjeni - 9.256 (7,41 %)

## Promet

### Željeznički promet
Rustavi je kao metalurško središte Gruzije imalo važnu ulogu u Gruzijskom gospodarstvu. No, zbog loše prometne povezanosti gruzijske su vlasti tijeko 1940-ih godina odlučile izgradnju željezničke mreže u gradu. Izgradnja mreže i željezničkog kolodvora započela je 1941. godine, ali je zbog Drugog svjetskog rata bila prekinuta. Gradnja je nastavljena 1944., a radovi su službeno završeni 25. srpnja 1946. godine. Za vrijeme SSSR-a nije se mnogo ulagalo u željezničku infrastrukturu, a željeznica u Rustaviju je do kraja 80-ih godina 20. stoljeća napuštena.

### Cestovni promet
Rustavijem prolazi dionica autoceste S4, koja spaja glavni grad Tbilisi s azerbajdžanskom granicom. Rustavi na autocesti S4 ima vrlo važan položaj, koji mu omogućuje bolju prometnu povezanost s glavnim gradom.

### Gradski prijevoz
Gradski prijevoz u Rustaviju putnike prevozi:
- trolejbusnom linijom
- nekoliko autobusnih linija
- miniautobusnom linijom

U gradu se nalazi i nekoliko taksi poduzeća (poput "Taxi Rustavi") koji su dio privatnog gradskog prijevoza.

### Telekomunikacijski promet
Rustavi je iza Tbilisija grad s najvećim telekomunikacijskim prometom u Gruziji. U gradu se nalazi nekoliko telekomunikacijskih poduzeća koji građanima nude telekomunikacijske usluge na području grada. To su:
- "Sakpostis" (gru.  „საქფოსტის“)
- "Velika telekomunikacijska tvrtka" ili "JSC" (gru. „საქართველოს გაერთიანებული სატელეკომუნიკაციო კომპანიის“)
- "Metakomi" (gru.  „მეტაკომი“)
- "Erjia Grupa" (gru. „ერჯი გრუპი“)[10]

## Priroda
Umjetna jezera u Parku kulture i ostatak Rustavija izgrađen je u jalovom i neplodnom stepskom području. Novi Rustavi na desnoj obali je suhlje i toplije područje. Stoga je Stari Rustavi na lijevoj obali rijeke Kure mnogo zeleniji i pošumljeniji dio grada s brojnim parkovima, dječjim igralištima, vrtovima i rekreacijskim sadržajima. Zbog dovoljno oborina i pogodne klime u većem dijelu grada prevadava zelenlo, a Rustavi je uključen u europske i svjetske projekte za poboljšanje zdravlja u gradovima i pošumljavanje gradova.

## Klima
Klima u Rustaviju sadrži elemnte sredozemne i stepske klime. Zime su snježne i suhe uz veliki utjecaj Zakavkazja, a ljeta vlažna i topla, zbog blizine Crnog mora.
| Klimatološki element       | sij | velj | ožu  | tra  | svi  | lip  | srp  | kol  | ruj  | lis  | stu  | pro | Prosjek |
| Prosječna temperatura [°C] | 6   | 7.7  | 12,9 | 18,2 | 23,4 | 27.5 | 30.8 | 30.8 | 26.0 | 19.8 | 12.9 | 7.5 | 18.7    |
| Oborine (mm)               | 19  | 26   | 30   | 51   | 78   | 76   | 45   | 48   | 36   | 38   | 30   | 21  | 498     |

## Šport

### Nogomet
Gruzijski prvoligaš მეტალურგი რუსთავი (eng. FC Metalurgi Rustavi) je najuspješniji i najpoznatiji nogometni klub u Rustaviju. 2006./2007. i 2009/2010. klub je osvojio naslov prvaka u nacionalnoj ligi (eng. Georgian Umaglesi Liga), 4 puta je bio treći (1990., 1991./1992., 2008./2009. i 2010./2011.), a u sezoni 2011./2012. osovjio je naslov državnog doprvaka. Klub je više puta nastupio u Ligi prvaka i Europskoj ligi. Poznatiji igrači kluba su svakako Brazilci João Guilherme Estevão da Silva i Jonatas Oliveira Cardoso, Gabonac Ernest Akouassaga i Gruzijci Levan Kobiashvili, Giorgi Navalovski i Revaz Arveladze. Klub svoje utakmice igra na Stadionu Poladi (gru. ფოლადის სტადიონი). 

### Automobilske utrke
Rustavi je poznat po svojem automobilskom trkalištu izgrađenom za vrijeme SSSR-a. Natjecanja na njemu započela su krajem 1979. godine, a na stazi su se još jedanaest puta održala državna prvenstva SSSR-a u automobilizmu i moticiklizmu do 1989. Nakon stjecanja neovisnosti trkalište nije često korišteno, a do 2009. se uopće nije obnavljalo. Tada je trkalište prodano privatnoj tvrtki "Stromos" na aukciji koju je organizirala država Azerbajdžan. Nakon cjelokupne obnove 2011. i 2012. trkalište je domaćin niza utrka, poput Formula Alfa serije, Legends prvenstva, BMW godišnjeg festivala, "drag i drift" natjecanja, amaterskih utrka i još mnogo toga.

## Znamenitosti
- Gradski zatvor (gru. რუსთავის ციხე) je jedina jedan od najstarijih spomenika u gradu. Sagrađen je u 5. stoljeću u sklopu dvorca, u kojem je obitavao poglavar grada. Tijekom svog postojanja, prošao je tri različita razdoblja. U početku (5. – 8. stoljeće) je zatvor imao četvrorne kule i bio je manjeg kapaciteta. Širenjem grada se povećala i potreba za proširenjem zatvora. Osim proširenja, u 9. stoljeću su izgrađene polukružne kule i promatračnice, za lakši i bolji nadzor zatvorenika. U trećem razdoblju (11. i 12. stoljeće) zavor je utvrđen ogradom za sprječavanje bijega, a krajem 12. stoljeća prestaje s radom. Zatvor je poznat po svojim muralima, te je jedini zatvor na svijetu koji je njima ukrašen. Prva arheološka iskapanja i sitraživanja provedena su krajem 19. stoljeća. U zatvoru su pronađene razne vrste alata (čekić, dlijeto), osobnih predmeta i male količine oružja, a neki od pronađenih artefakata upućuja na činjenicu da su osim guzijskih ovdje obitavali i zatvorenici s armenskog područja. 1920-ih je otkriveno de je tijekom provala Seldžuka zatvor i kratko vrijeme služio kao vojarna, a nalazio se blizu obrambene linije.[11]

## Međunarodni odnosi

### Zbratimljeni gradovi
- Sumqayit, Azerbajdžan
- Gäncä, Azerbajdžan
- Łódź, Poljska (1998.)
- Krasnojarsk, Rusija (1997.)[12]
- Kiruna, Švedska[12]
- Ijevan, Armenija (1996.)
- Rotherham, Ujedinjeno Kraljevstvo (2001.)[12]
- İnegöl, Turska[12]

## Vanjske poveznice
- Blogpost o Rustaviju (engl.)
- Službene stranice grada  Arhivirana inačica izvorne stranice od 27. rujna 2007. (Wayback Machine)